# باري جونز (لاعب كرة قاعدة)
باري جونز (بالإنجليزية: Barry Jones)‏ هو لاعب كرة قاعدة أمريكي، ولد في 15 فبراير 1963 في ريتشموند في الولايات المتحدة.

## وصلات خارجية
- باري جونز على موقع دوري كرة القاعدة الرئيسي (الإنجليزية)
- باري جونز على موقعبيزبول رفرنس.كوم (الدوري الرئيسي) (الإنجليزية)
- باري جونز على موقعبيزبول رفرنس.كوم (الدوري الثانوي) (الإنجليزية)
- باري جونز على موقع إي إس بي إن.كوم (أم.أل.بي) (الإنجليزية)
- باري جونز على موقع مشجعي الرسوم البيانية (الإنجليزية)